# Lanao
Lake Lanao lub Ranaw – duże jezioro na Filipinach usytuowane w prowincji Lanao del Sur na południu wyspy Mindanao. Powierzchnia 340 km² czyni go największym jeziorem wyspy Mindanao, drugim pod względem wielkości jeziorem na Filipinach oraz jednym z 15 najstarszych jezior świata. Maksymalna długość 33 km, szerokość 20 km, średnia głębokość 60,3 m, maksymalna głębokość 112 m.